# Björn Hellberg

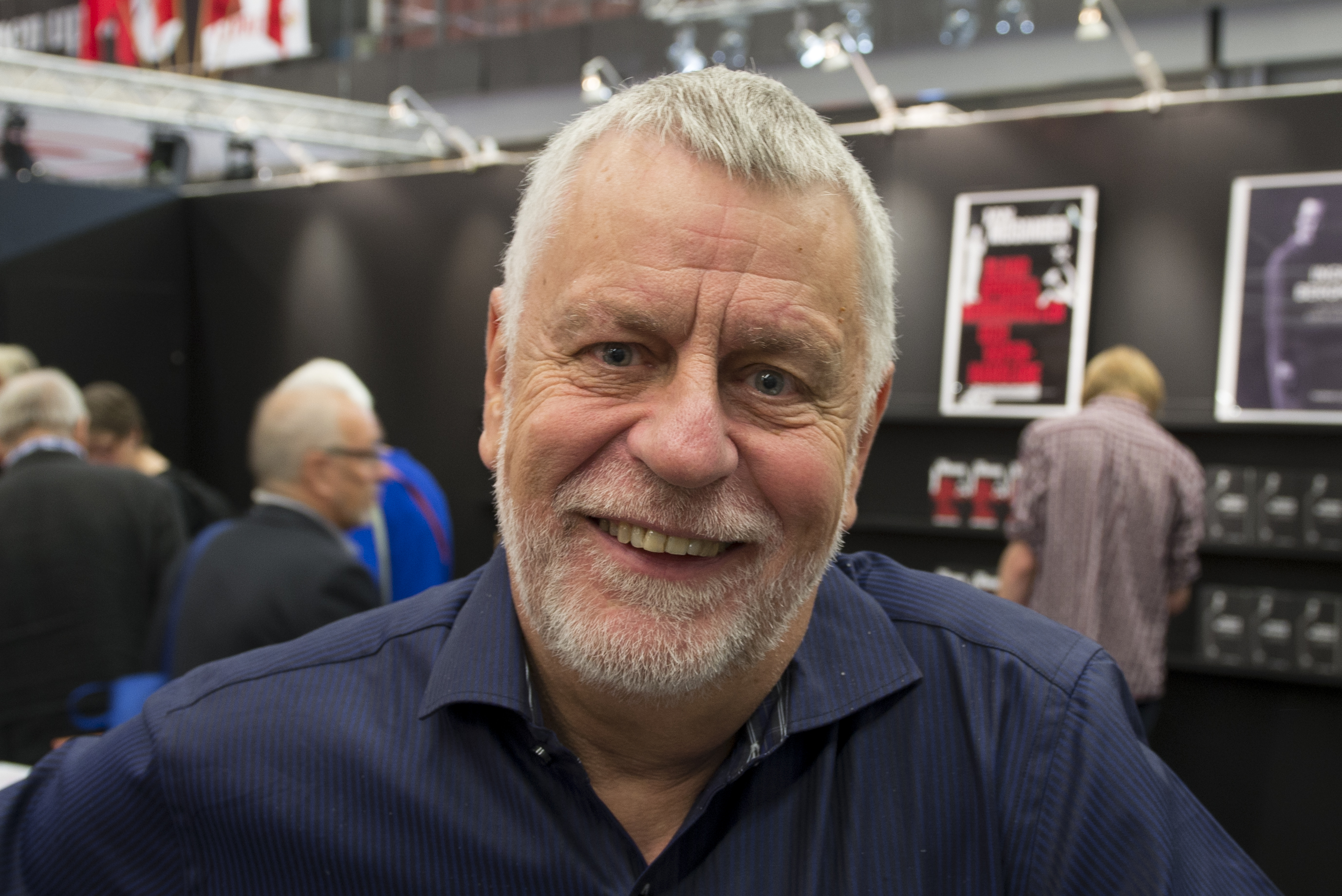
Björn Hellberg, 2013

Björn Hellberg (* 4. August 1944 in Borås) ist ein schwedischer Sportjournalist und Schriftsteller. 

## Leben
Björn Hellberg wurde am 4. August 1944 in Borås in der südschwedischen Provinz Västra Götalands län geboren und wuchs im noch etwas weiter südlich gelegenen Laholm, Provinz Hallands län, auf. Er arbeitete als Sportjournalist und gilt in Schweden als Experte für den Tennissport. Einem breiten Publikum ist er als Fernsehpersönlichkeit aus der Ratesendung På spåret (dt. Auf der Schiene) im schwedischen Fernsehen bekannt.

Seit den frühen 1980er-Jahren veröffentlichte er auch zahlreiche Krimis, die zum Teil ins Deutsche übersetzt wurden. Bekannt wurde er vor allem für seine bisher 23-teilige Reihe mit dem Kriminalkommissar Sten Wall, die in der fiktiven schonischen Kleinstadt Stad spielt.
Laholm hat ihn zum Ehrenbürger ernannt.

## Werke (in deutscher Übersetzung)
- Quotenmord. Übersetzung Astrid Arz, Fischer-Taschenbuch-Verlag, Frankfurt am Main 2006, ISBN 978-3-596-16644-2. (schwedisch Funny Fanny, 2002)
- Grabesblüte. Übersetzung Astrid Arz, Fischer-Taschenbuch-Verlag, Frankfurt am Main 2005, ISBN 3-596-16643-8. (schwedisch Den grå, 2001)
- Todesfolge. Übersetzung Astrid Arz, Fischer-Taschenbuch-Verlag, Frankfurt am Main 2004, ISBN 3-596-16089-8. (schwedisch Tacksägelsen, 2000)
- Mauerblümchen. Übersetzung Christel Hildebrandt, Fischer-Taschenbuch-Verlag, Frankfurt am Main 2004, ISBN 3-596-15320-4. (schwedisch Panelhönan, 1999)
- Ehrenmord. Übersetzung Christel Hildebrandt, Argon, Berlin 2002, ISBN 3-87024-542-5. (schwedisch Gråt i mörker, 1998)